# Adelheid van Vilich

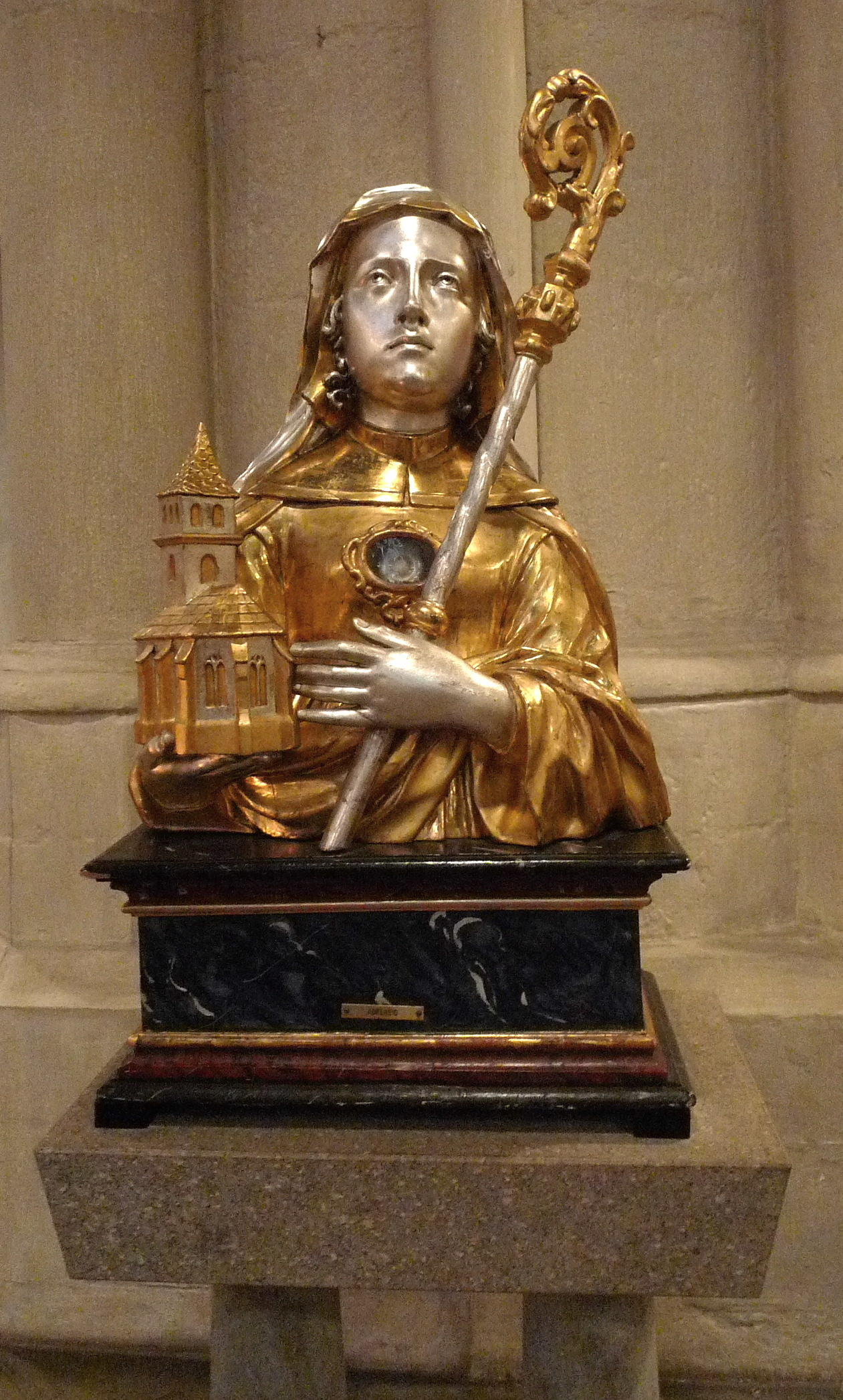

Adelheid van Vilich  (Geldern, rond 960 - Keulen, 5 februari 1015) was een dochter van Megingoz en Gerberga van Gulik, dochter van Godfried van Gulik († 949) en een kleindochter van Karel de Eenvoudige († 929), koning van West-Francië. Zij wordt in de Rooms-Katholieke Kerk als een heilige vereerd.
Zij trad op jonge leeftijd toe in het klooster van Onze-Lieve-Vrouw van het Kapitool dat door haar ouders in Keulen gesticht. Rond 978 stichtten zij ook het klooster van Vilich, nabij de samenvloeiing van de Rijn en de Sieg, tegenover de stad Bonn. Adelheid werd abdis van dat nieuwe klooster, dat werd ingericht als een gemeenschap van kanunnikessen. Er waren kanunniken verbonden aan het klooster om de mis te lezen. Na de dood van haar moeder voerde Adelheid de strengere Benedictijnse Regels in. Zij stond er op dat haar nonnen Latijn konden lezen, om de mis te verstaan. 
De heilige Heribert, aartsbisschop van Keulen benoemde haar na de dood van haar zuster Bertrada rond 1000 tot abdis van de abdij van Onze-Lieve-Vrouw van het Kapitool in Keulen. Keizer Otto III herbevestigde de voorrechten van Vilich en het recht om zelf de abdis aan te wijzen. Zij stierf in 1015 in Keulen, maar werd in Vilich begraven. Haar feestdag wordt op 5 februari gevierd.